# Бахавалнагар (округ)
Бахавалнагар (урду ضلع بہاولنگر‎, англ. Bahawalnagar District) — один из 36 округов пакистанской провинции Пенджаб. Административный центр — город Бахавалнагар.

## География
Бахавалнагар граничит с Индией на востоке, с округом Бахавалпур на юге, с округами Вихари и Пакпаттан на западе и с округом Окара на севере.

## Техсилы
Бахавалнагар занимает площадь 8878 км² и разделен на пять техсилов:
- Бахавалнагар
- Чиштиан-Манди
- Минчинабад
- Харунабад
- Форт-Аббас

## Климат
Летом в округе очень жаркий и сухой климат, максимальная температура достигает 52 градусов по Цельсию. Зимой климат очень сухой и холодный. Ветра и бури являются довольно распространённым явлением в летнее время. Среднегодовое количество осадков в округе достигает 119 мм.